# Levélvágóhangya-rokonúak

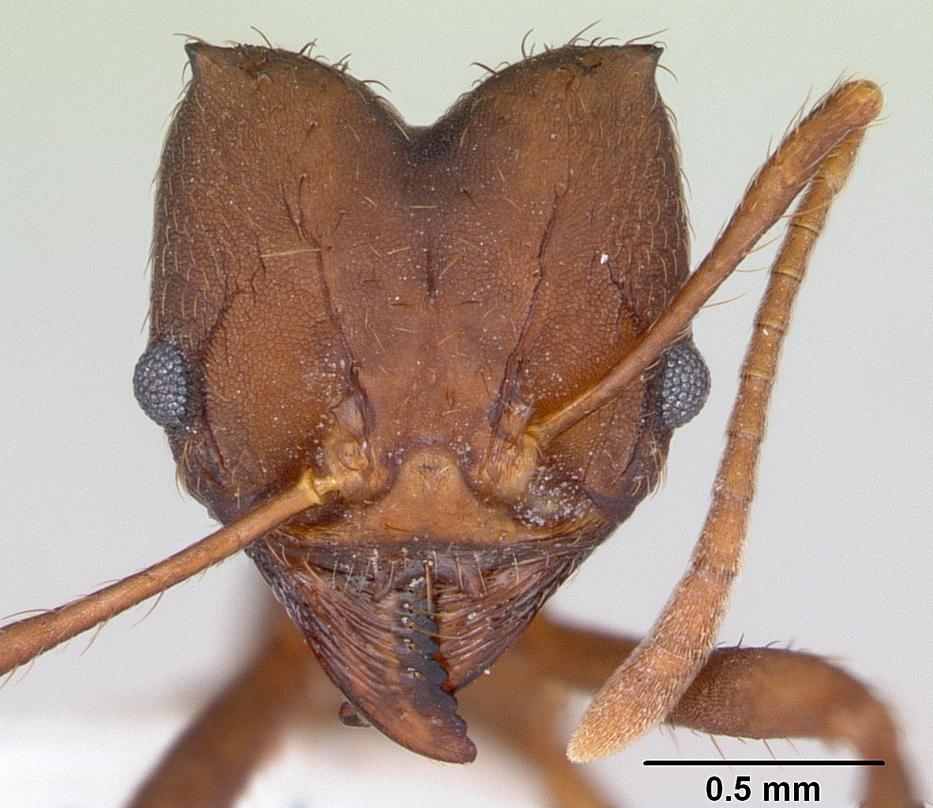
Levélvágó hangya (Atta vollenweideri) feje elölnézetben

A  levélvágóhangya-rokonúak (Attini) a hártyásszárnyúak (Hymenoptera) fullánkosdarázs-alkatúak (Apocrita) alrendjébe sorolt hangyák (Formicidae) családjában a bütyköshangyaformák (Myrmicinae)alcsalád egyik nemzetsége 48 recens és egy kihalt nemmel.
Magyarországon több nem fajait is egyszerűen „levélvágó hangyáknak” nevezik, ami félreértésekre ad okot.

## Származásuk, elterjedésük
Kozmopolita nemzetség, de a fajok nagy többsége a trópusokon, Dél- (és Közép-)Amerika trópusi erdőiben  él.
Magyarországon egy nemük két faja honos:
- csőröshangya (Strumigenys) nem:
  - ritka csőröshangya (Strumigenys argiola)
  - közönséges csőröshangya (Strumigenys baudueri)

## Megjelenésük, felépítésük
Nevezetességük, hogy dolgozóik termete és alakjai igen különböző. A busahangya (Pheidole) nem tagjai nevüket katonáik különösen nagy fejével érdemelték ki              (Foitzik–Fritsche, 31. old.).

## Életmódjuk, élőhelyük
Gombatenyésztő, illetve levélvágó hangyák.
Kolóniáik általában igen népesek. A névadó levélvágó hangyák (Atta spp.) bolyaiban esetenként hárommilliónál is több egyed is élhet (Foitzik–Fritsche, 9. old.).

## Rendszertani felosztásuk
A nemzetségbe a 2020-as évek elején az alábbi nemeket sorolják:
- ollóshangya (Acanthognathus)
- szabóhangya (Acromyrmex)
- kelepcéshangya (Allomerus)
- zászlóshangya (Amoimyrmex)
- Apterostigma
- levélvágó hangya (Atta)
- álcáshangya (Basiceros)
- Blepharidatta
- teknőshangya (Cephalotes)
- Chimaeridris
- Colobostruma
- Cyatta
- Cyphomyrmex
- Daceton
- Diaphoromyrma
- Epitritus
- Epopostruma
- Eurhopalothrix
- Ishakidris
- Kalathomyrmex
- Kyidris
- Lachnomyrmex
- Lenomyrmex
- Mesostruma
- Microdaceton
- Mycetagroicus
- Mycetarotes
- Mycetophylax
- Mycetosoritis
- Mycocepurus
- Myrmicocrypta
- Ochetomyrmex
- Octostruma
- Orectognathus
- Paramycetophylax
- Phalacromyrmex
- busahangya (Pheidole)
- Pilotrochus
- vérteshangya (Procryptocerus)
- Protalaridris
- Pseudoatta
- Rhopalothrix
- selyenmangya (Sericomyrmex)
- csőröshangya (Strumigenys)
- Talaridris
- Trachymyrmex
- Tranopelta
- zsarátnokhangya (Wasmannia)
- Xerolitor
- †Attaichnus

### Magyarországon ismertebb, de nem honos fajok
- közönséges kelepcéshangya (Allomerus decemarticulatus)

- közönséges zsarátnokhangya (Wasmannia auropunctata)

- közönséges ollóshangya (Acanthognathus ocellatus )

- panamai selyenmangya (Sericomyrmex amabilis)

- közönséges zászlóshangya (Amoimyrmex striatus)

- tüskés szabóhangya (Acromyrmex hystrix)
- élősködő szabóhangya (Acromyrmex insinuator)
- nyolctövisű szabóhangya (Acromyrmex octospinosus)
- sivatagi szabóhangya (Acromyrmex versicolor)

- busafejű levélvágó hangya (Atta cephalotes)
- fényesfejű levélvágó hangya (Atta laevigata)
- hattövisű levélvágó hangya (Atta sexdens)
- texasi levélvágó hangya (Atta texana)
- pampai levélvágó hangya (Atta vollenweideri)

- balkáni busahangya (Pheidole balcanica)
- indiai busahangya (Pheidole indica)
- Katona-busahangya (Pheidole katonae)
- afrikai busahangya (Pheidole megacephala)
- ázsiai busahangya (Pheidole nodus)
- déli busahangya (Pheidole pallidula)
- kínai busahangya (Pheidole pieli)
- iráni busahangya (Pheidole providens)

- fekete teknőshangya (Cephalotes atratus)
- barázdás vérteshangya (Procryptocerus striatus)
- Biró-csőröshangya (Strumigenys biroi)
- Mocsáry-csőröshangya (Strumigenys mocsaryi)
- közönséges álcáshangya (Basiceros manni)